# Знаменське (Одинцовський район)
Зна́менське (рос. Знаменское) — село в Одинцовському районі Московської області у складі сільського поселення Горське. Населення 201 особа на 2006 рік, у селі числиться 1 садове товариство. Село розташоване в північно-східній частині району, на правому березі Москва-ріки, в 8 км на північний захід від Одинцово, висота центру над рівнем моря 152 м.

## Історія
Вперше в історичних документах село зустрічається в роз'їжджій грамоті 1504 року, як сельцо Денисовское, что за Ермолою за дьяком, у писцевій книзі 1584 року — коли поместье за Грязным Андреевым сыном Ивашкова и дьяком Иваном Михайловым перейшло до Андрія Яковича Щелкалова (того року в селі було 6 селянських дворів і ще три стояли пусткою).
У 1646 році числився двір вотчинників, 24 селянських двори і 43 людини, за переписом 1678 року Денисовим володів Кирило Полуектович Наришкін, значилися «двір вотчинників, скотний двір, людей у них 5 осіб і десять селянських дворів, у них 40 осіб», при ньому ж була побудована Знаменська дерев'яна церква і село стало носити подвійну назву Денисово-Знаменське.
До 1704 році село, у якому були дерев'яна церква, боярський двір, скотний двір (у ньому 13 осіб), населення 66 селян у 12 дворах, як придане, перейшло Борису Івановичу Прозоровському, Прозоровський, бувши бездітним, заповів його Катерині I, яка, в 1728 році, заповіла Знаменське-Денисово цісарівні Єлизаветі Петрівні.
З 1742 року село приналежало графу Олексію Григоровичу Розумовському, при ньому, в 1769 році була побудована сучасна церква. Після смерті Олексія його брат Кирило у 1779 році продав село зі 134 ревізькими душами генерал-ад'ютанту Івану Івановичу Шувалову, після смерті якого в 1797 році Знаменське-Денисово перейшло до Голіциних.
На 1796 рік в селі — 41 двір, 143 чоловіки і 142 жінки, на 1852 рік числилося 50 дворів, 157 душ чоловічої статі і 188 — жіночої, в 1890 році — 442 людини.
Назва села протягом століть трансформувалася зі «Знаменське, Денисово теж» (1678) і «Знаменське, Денисьєво теж» (кінець XVIII—XIX століття) у «Денисьєво (Знаменське)» на початку XX століття. У матеріалах радянського перепису 1926 р. село називається просто «Знаменське»: рідкісний випадок, коли після 1917 року перевага була віддана церковній назві.
За Всесоюзним переписом 17 грудня 1926 числилося 152 господарства і 711 жителів, за переписом 1989 року — 95 господарств і 140 жителів.

## Визначні пам'ятки

### Знаменський храм
У селі знаходиться церква Ікони Божої Матері Знамення, збудована 1769 року. Тривалий час храм був однопрестольним і неопалюваним. Тільки в 1850 році з'явився приділ на честь Миколая Чудотворця (освячений лише в 1896 р.), а на рубежі XIX—XX століть — приділ на честь Михаїла Архангела. У 1916 році храм опалювався. У 1922 році церква починає зазнавати пограбувань, вилучення цінностей. У 1938 році храм був закритий і повністю розорений. У радянські часи його використовували під склад і зерносховище. Будівля сильно постраждала від пожеж, вчинених для зйомок фільму «Дворянське гніздо» наприкінці 1950-х років. У 1990 р. храм повернений церковній громаді, 1992 р. почалася реставрація.
У плані церква має форму рівнобічного хреста, вписаного в круг. Будівля завершується приземкуватим, непропорційно малим барабаном, опертим на чотири стовпи, і увінчаним однією банею. Фасади оздоблені пілястровими бортиками з фронтонами і наличниками. Із заходу до церкви примикає двоярусна дзвіниця. Судячи з метрики 1887 року, первісно храм не мав фресок: вони з'явилися тільки в 1896 році, при оформленні Микільського приділу.
У 2001—2002 роках поруч Знаменського храму зведена ще одна церква — Миколая II Страстотерпця. 2 серпня 2009 року, у день 505-річчя села, відбулося велике освячення обох храмів, яке здійснив архієпископ Можайський Григорій.

### Катина гора
Порослий соснами берег Москви-ріки на північний захід від села отримав назву «Катиної гори» чи «Катиної гірки»: за легендою, Катерина II планувала збудувати палац на височині, навіть був заготовлений мармур. Втім, імператриця відмовилася від задуму, а камінь веліла віддати церквам у Знаменському, Петрові-Дальньому і Дмитровському.
За твердженням письменника В. Д. Успенського, Катина гора була одним з найулюбленіших місць Й. В. Сталіна, що мав дачу неподалік. Неодноразово згадується в романі «Таємний радник вождя»:
|  | ...Зусилля, витрачені на те, щоб подолати підйом, були з лихвою сповнені чудовим краєвидом, який відкрився з висоти пташиного льоту. Навколо нас, під ногами, яскраве різнотрав'я, особливо духмяне ввечорі. Теплим, медвяним, приємно-сухим було повітря: таке тримається лише над піщаною місцевістю, добре прогріваною сонцем. За спиною — просторі поля, будиночки села Знаменського, густі зарості старого кладовища і — півколом — темніє ліс удалині. А глянеш вперед, вліво, право — повсюди верст на десять (а ліворуч навіть і більше!) видна зелена долина Москва-ріки, прозирає звивиста Істра. То серпом серед заростей блищить вода, то озерцем, то рівним прямим каналом. А за річками скрізь ліси по височинах, прямо-таки розлив хвойних лісів… ...Катина гора невелика. Примірно триста на сто — сто п'ятдесят метрів. Але це — найвища точка великої округи над долинами двох московських річок. Прегарне місце. Тільки тут ростуть дивовижні реліктові трави, запах влітку пречудовий. Тут любив бувати Йосип Віссаріонович Сталін. Чому б не зробити цю гору ландшафтним і історичним мікрозаказником з однією лише задачею: не псувати, не руйнувати цей маленький своєрідний куток російської природи?! Нащадки були б вельми вдячні нам! ...Ось стоїть на Катиній горі, в унікальному місці, незграбна споруда, що ніяк не прикрашає ні саму гору, ні околиці. Чотиригранна вежа з металевих конструкцій піднялася вище навколишніх сосон. Вежу видно звідусіль: з дороги від Дальньої дачі на Знаменське, з обширної території молотовської дачі, з Убор, з Дмитровського, з Петрово-Дальнього. А чи велике задоволення дивитися на цей іржавий каркас? Чи не ліпше облицювати його світлим мармуром: геодезисти чи топографи, кому приналежить сія споруда, не стануть, сподіваюся, заперечувати, адже їм важливий тільки орієнтир, репер, точка прив'язки. Яка їм шкода від того, що вишка буде гарною? Оригінальний текст (рос.) [...Усилия, потребовавшиеся на то, чтобы одолеть подъем, с лихвой окупились чудесным видом, открывшимся с высоты птичьего полета. Вокруг нас, под ногами, яркое разнотравье, особенно пахучее вечером. Теплым, медвяным, приятно-сухим был воздух: такой держится лишь над песчаной местностью, хорошо прогреваемой солнцем. За спиной — просторные поля, домики села Знаменского, густые заросли старого кладбища и — полукольцом — темнеющий лес вдали. А глянешь вперед, влево, вправо — повсюду верст на десять (а слева даже и больше!) видна зеленая долина Москва-реки, просматривается извилистая Истра. То серпом среди зарослей блестит вода, то озерком, то ровным прямым каналом. А за речками везде леса по возвышенностям, прямо-таки разлив хвойных лесов... ...Катина гора невелика. Примерно триста на сто — сто пятьдесят метров. Но это — высшая точка большой округи над долинами двух московских рек. Красивейшее место. Только здесь растут удивительные реликтовые травы, запах летом необычайный. Здесь любил бывать Иосиф Виссарионович Сталин. Почему бы не сделать эту гору ландшафтным и историческим микрозаказником с одной лишь задачей: не портить, не разрушать этот маленький своеобразный уголок русской природы?! Потомки были бы весьма благодарны нам! ...Вот стоит на Катиной горе, в уникальном месте, нелепое сооружение, никак не украшающее ни саму гору, ни окрестности. Четырехгранная башня из металлических конструкций поднялась выше окружающих ее сосен. Башню видно отовсюду: с дороги от Дальней дачи на Знаменское, с обширной территории молотовской дачи, из Убор, из Дмитровского, из Петрово-Дальнего. А велико ли удовольствие смотреть на этот ржавый каркас? Не лучше ли облицевать его светлым мрамором: геодезисты или топографы, коим принадлежит сие сооружение, не станут, надеюсь, возражать, им ведь важен только ориентир, репер, точка привязки. Какой им ущерб от того, что вышка будет красивой? ] Помилка: [undefined] Помилка: {{Lang}}: немає тексту (допомога): текст вже має курсивний шрифт (допомога) |

У радянські часи на вершині гори, як на найвищій географічній точці в окрузі, був встановлений знак геодезичної мережі (прибраний у 2004 р.).
У 2004 році більша частина гори була обнесена огорожею, на вершині її збудований будинок чиновниці і підприємця Марини Каширіної (прозваний «Ластівчиним гніздом»). Водночас був закритий для доступу місцевих жителів лісовий масив між Горками-2, Знаменським і президентською резиденцією Горки-9. Назву «Катина гірка» отримало й елітне котеджне селище, розташоване на північному заході Знаменського.

## Відомі мешканці
У селі розташовані особняки Сергія Шойгу і його колишнього заступника по МНС Юрія Воробйова, по вихідних в цих особняках часто збираються разом обидві сім'ї.
Структури, пов'язані з однокурсниками прем'єра Дмитра Медведєва, мають у власності ліс. Схема приватизації лісу виглядала таким чином: у березні 2010 року ФГУП «Рубльово-Успенський лікувально-оздоровчий комплекс», що приналежало управсправами президента, отримало дозвіл приєднати до Маслова 21 га лісу. На них буде побудовано три котеджі, будівлю фізкультурно-оздоровчого комплексу, басейн, тенісний корт, бігові та велосипедні доріжки, обіцяв в червні 2010 року на публічних слуханнях в Успенському начальник відділу технагляду цільових програм управління справами президента Валентин Курбатов. У вересні 2010 року «Дар» пожертвував Рубльово-Успенському лікувально-оздоровчому комплексу 397 млн руб. на будівництво спортивних та інших об'єктів на лісовій ділянці. Через рік на ділянці з'явилося вісім об'єктів незавершеного будівництва — тих, про які йшлося на публічних слуханнях в Успенському, плюс клубний будинок і вертолітний майданчик. У середньому кожен об'єкт був побудований на 50 %. Недобудовані будівлі у ФГУПа за 405 млн руб. викупила компанія «Гарант-клуб», що належить «Дару». Після цього управсправами президента розділило лісову ділянку на дві частини — 0,8 і 20,2 га. Меншу воно передало в користування Рубльово-Успенському лікувально-оздоровчому комплексу, а 20,2 га з недобудованими будівлями отримав в оренду «Гарант-клуб». Потім керуючий справами президента Володимир Кожин підписав з гендиректором «Гарант-клубу», однокурсником прем'єра Олексієм Долгушевським договір купівлі-продажу 20,2 га лісу за пільговою ціною 18 млн руб., що становило 2,5 % від її кадастрової вартості. Зараз бенефіціаром «Гарант-клубу» значиться підприємець Головачов Віталій, співвласник компанії «Главкіно» і засновник фондів підтримки зимових олімпійських видів спорту та «Соцгорпроект». Частка в 1 % в «Гарант-клубі» залишилася у Фонду «Дар», наглядову раду якого очолював однокурсник Медведєва заступник голови правління Газпромбанку Ілля Єлисєєв. Структури «Дару» були замовниками будівництва будинку прийомів на Красній Поляні і резиденції в Пльосі — обидва об'єкти відвідував Медведєв. А Головачов, за даними «Коммерсанта», був співвласником у невеликих компаніях, що належали родичам прем'єра.